# Ричковська сільська рада (Білозерський район)
Ри́чковська сільська рада (рос. Рычковский сельский совет) — сільське поселення у складі Білозерського району Курганської області Росії.
Адміністративний центр — село Ричково.
Населення сільського поселення становить 954 особи (2017; 915 у 2010, 967 у 2002).

## Склад
До складу сільського поселення входять:
| Населений пункт      | Населення, осіб (2002) | Населення, осіб (2010) |
| -------------------- | ---------------------- | ---------------------- |
| Говорухіно, присілок | 7                      | 11                     |
| Іковське, присілок   | 54                     | 51                     |
| Кошкино, село        | 83                     | 79                     |
| Редькино, присілок   | 386                    | 359                    |
| Ричково, село        | 391                    | 366                    |
| Русаково, присілок   | 46                     | 49                     |